# Єлева Костянтин Миколайович
Костянти́н Микола́йович Єлева́ (17 травня 1897, Київ — 19 листопада 1950, там же) — український маляр і графік, вчитель мистецтва. Учень Михайла Бойчука.

## Життєпис
У 1922 році Костянтин Єлева закінчив Київський художній інститут (нині — Національна академія образотворчого мистецтва і архітектури). Потім викладав рисунок у Київському художньо-індустріальному технікумі. Згадує Охрім Кравченко, який 1921—1924 навчався в технікумі:
Був членом АРМУ (1925). Входив до першого складу Одеського Українського музично-драматичного театру, заснованого в листопаді 1925 театральним сезоном «Держдрами». Серед робіт — оформлення вистави «97» М. Куліша.
До 1941 Єлева викладав у Державній художній середній школи імені Тараса Шевченка. Під час Німецько-Радянської війни 1941—1945 брав участь творчих карикатурних плакат для «Вікна ТАРС».

Єлева з студентами Київського художнього інституту

Від 1949 професор Київського художнього інституту. Серед учнів: Олександр Лопухов, Едвард Кунцевич, Юрій Щербатенко, Василь Хітриков, Охрім Кравченко та інші.
Помер 19 листопада 1950 року. Похований в Києві на Лук'янівському цвинтарі (ділянка № 10, ряд 14, місце 1). Надгробок — бетонний пам'ятник з мармуровим хрестом.

## Творчість
Працював у галузі малюнка, агітплаката, а також театрально-декораційного мистецтва та станкового живопису. Йому належить низка малюнків, агітплакатів (1941—1945), театральних станкових робіт. 1919—1921 оформив спектаклі Першого театру Української Радянської Республіки імені Тараса Шевченка, зокрема — «Гайдамаки» за Шевченком (1920).

### Малярські роботи
- «Страйк зірвано» (1927)
- «Портрет друкарки» (1927)
- «Тарасова гора» (1947)
- «Смерть М. Щорса» (1937)

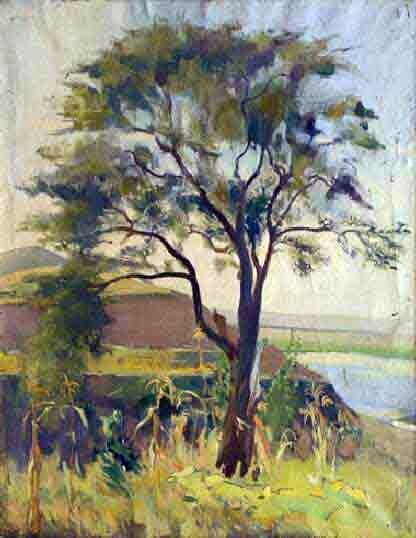
Канівский мотив. Полотно, олія
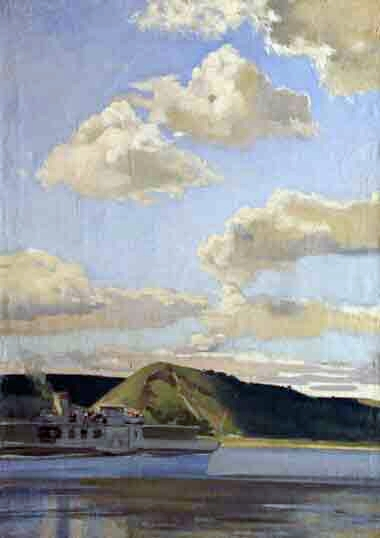
Біля Канева (1947) Полотно, олія
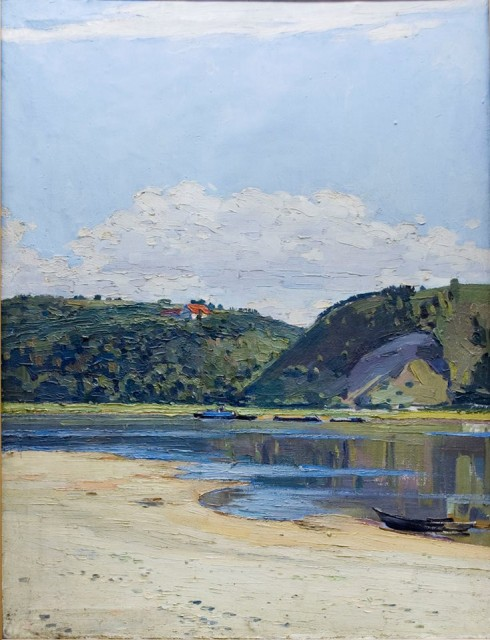
Заповідник Т. Шевченка (1947) Полотно, олія
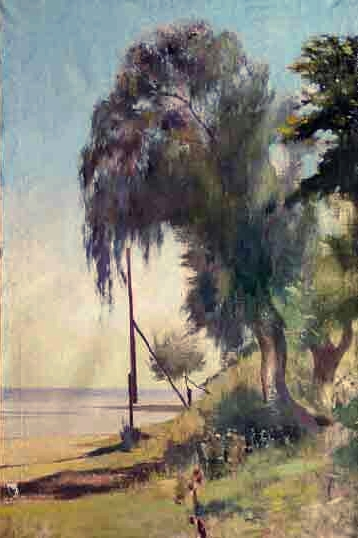
Стара верба. Полотно, олія

### Графічні серії

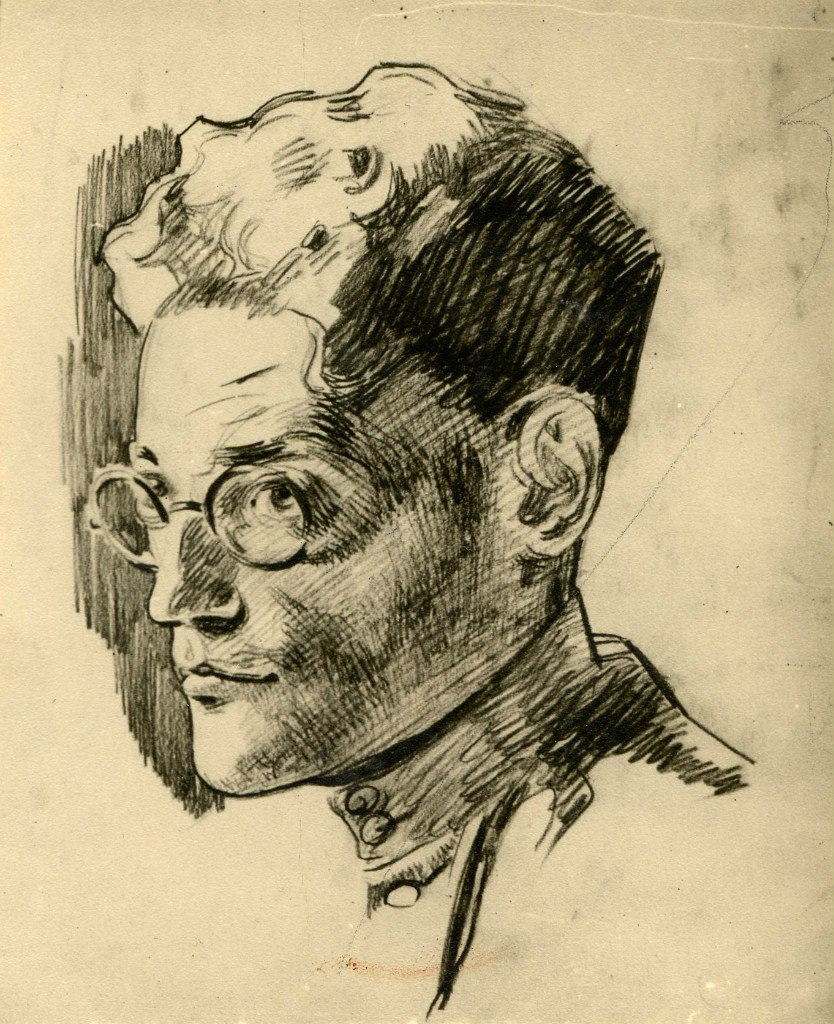
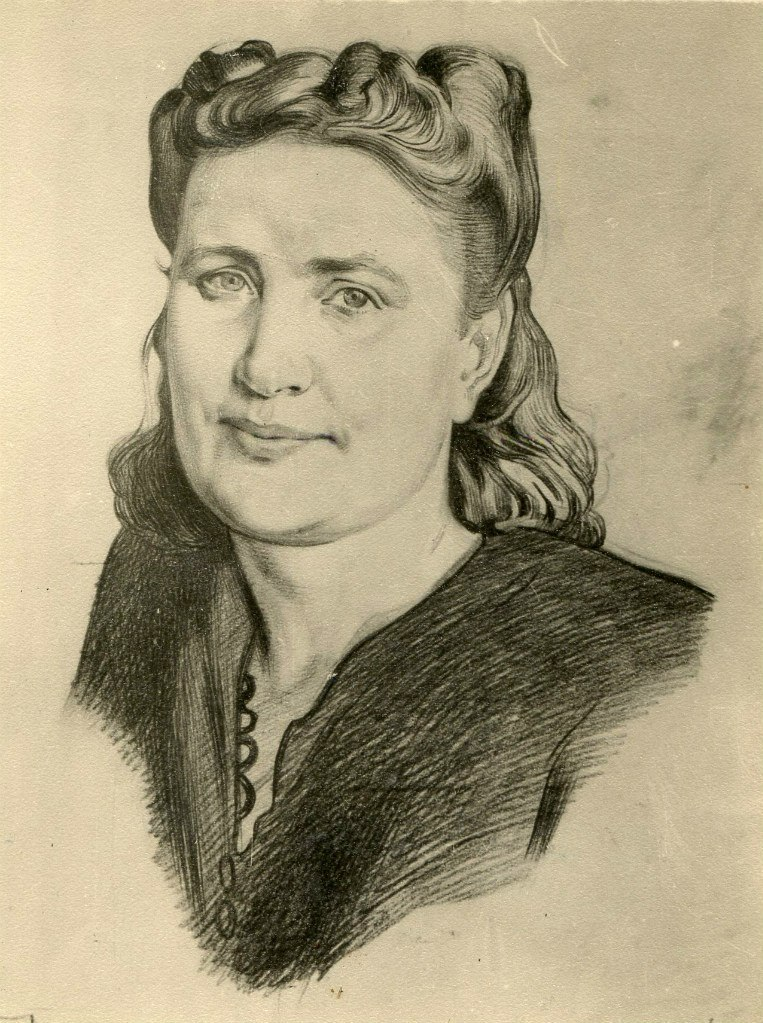
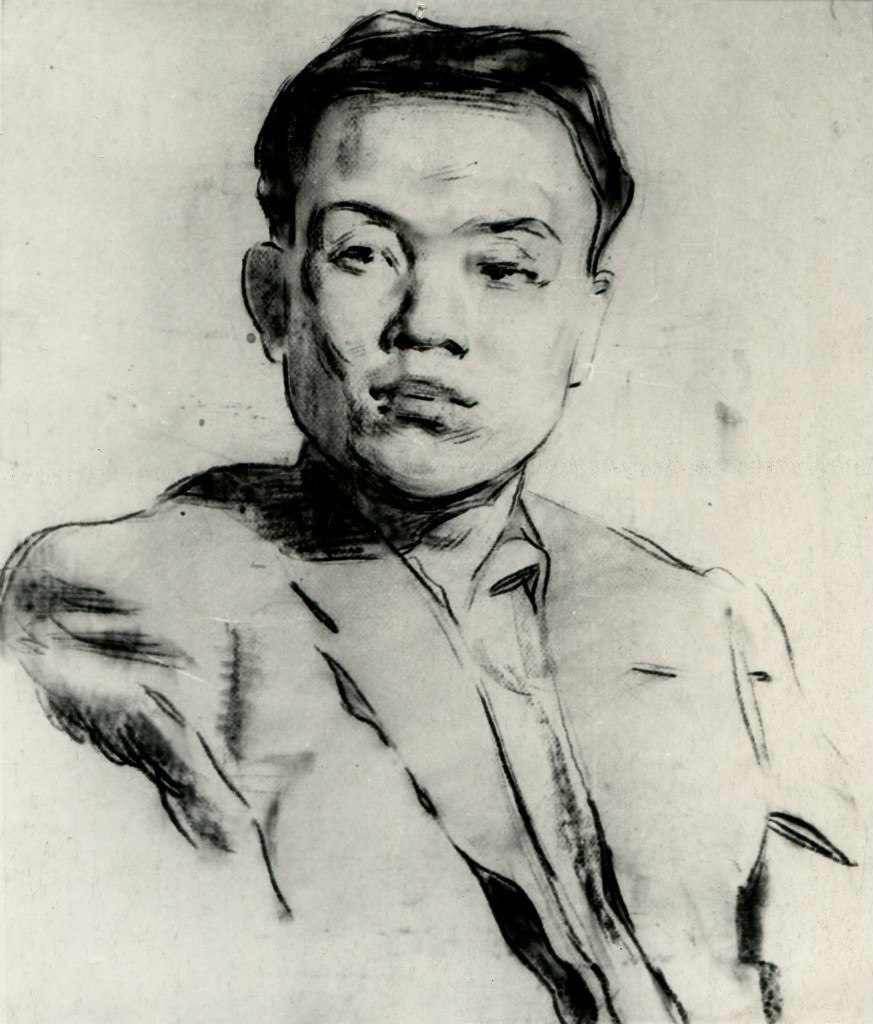
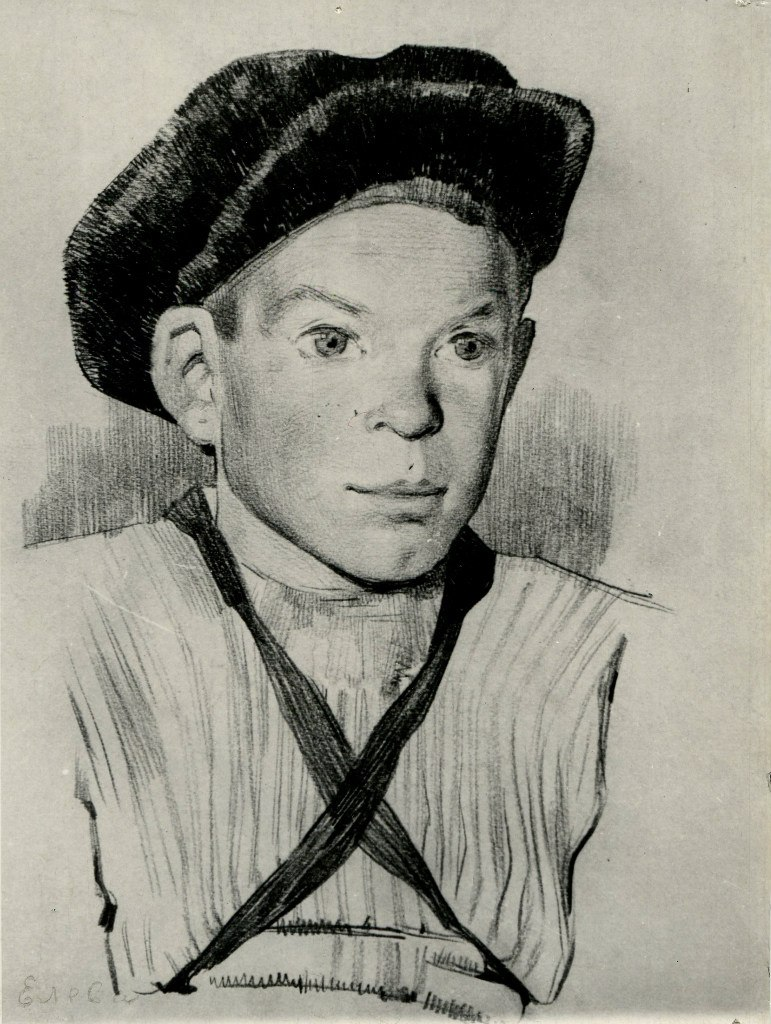
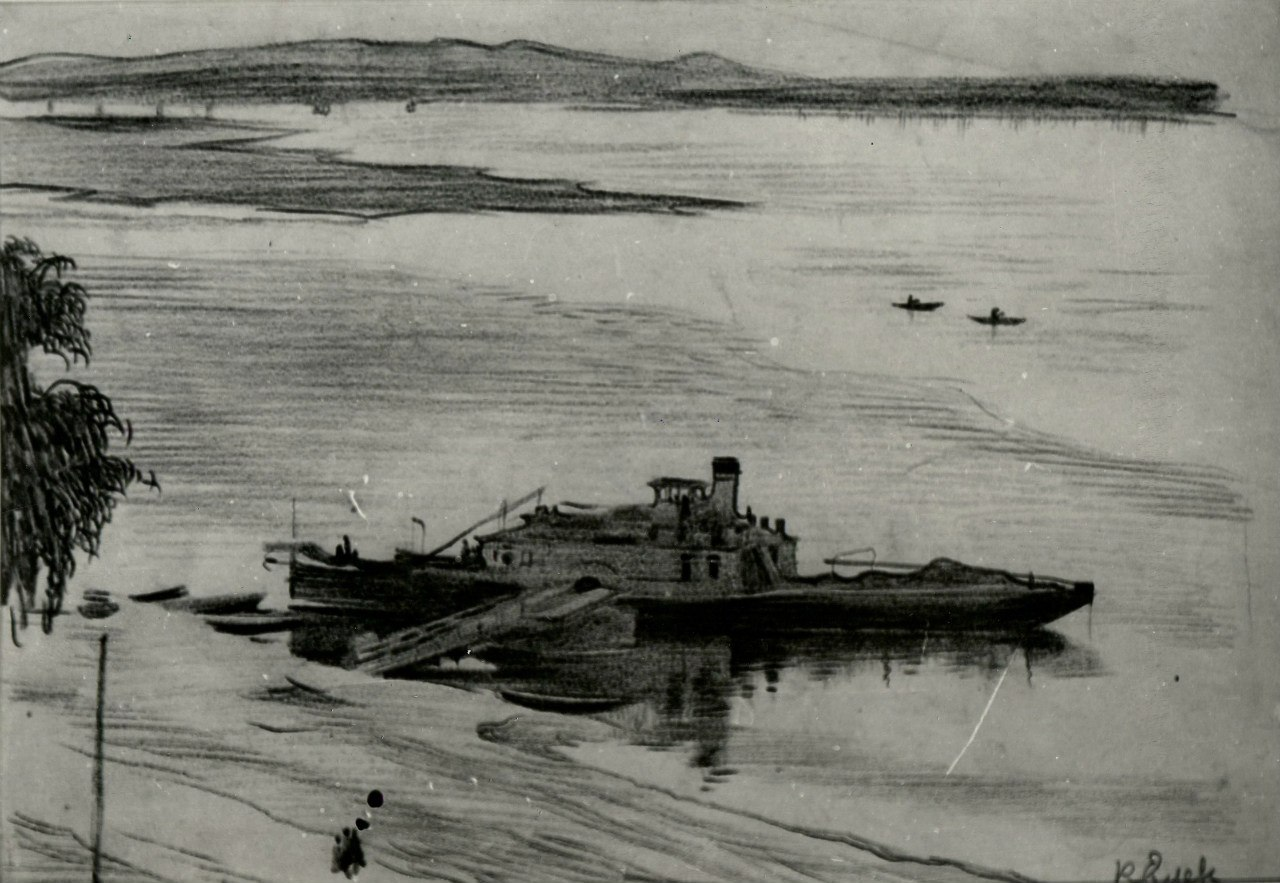
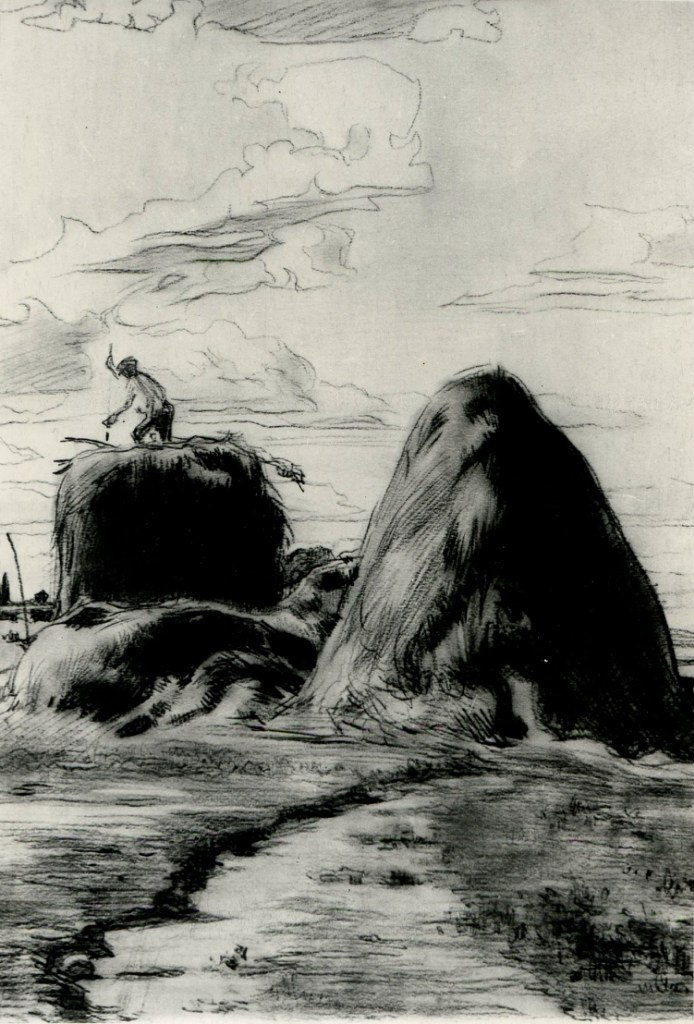
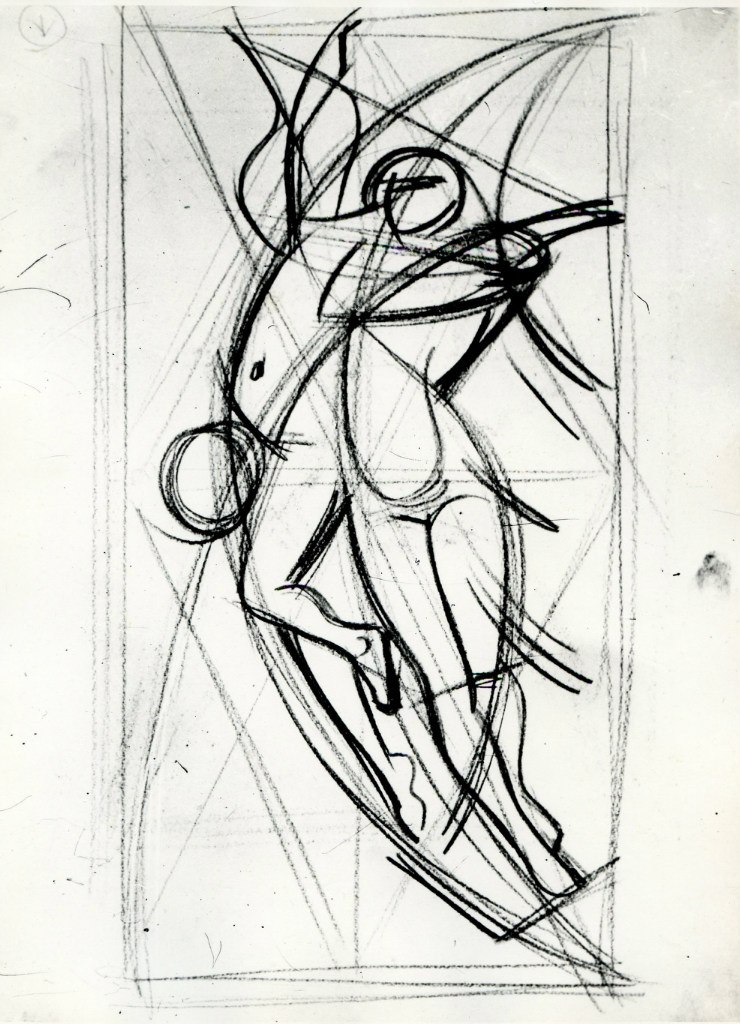
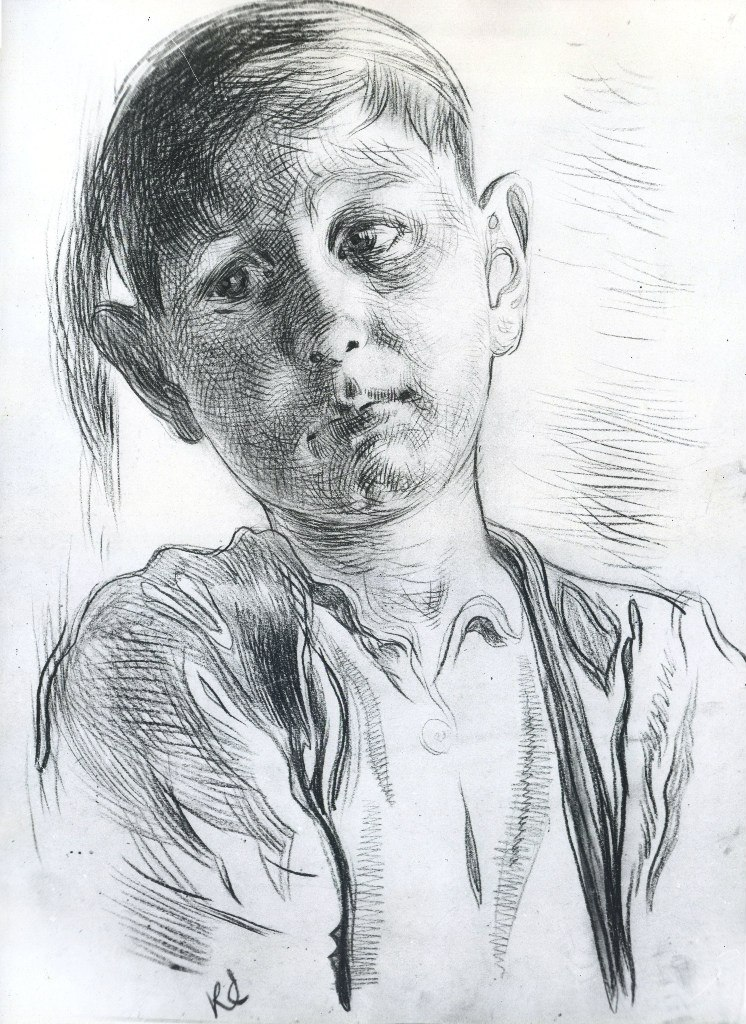

- «Самарканд» (1941—1943)[3]
- «Загорськ» (1944)
- «Київ — Канів» (1947)